# Cirila
Cirila je žensko osebno ime.

## Izvor imena
Ime Cirila je ženska oblika imena Ciril.

## Izpeljanke imena
Cirilika, Cirilka

## Pogostost imena
Po podatkih Statističnega urada Republike Slovenije je bilo na dan 31. decembra 2007 v Sloveniji število ženskih oseb z imenom Cirila:701. Med vsemi ženskimi imeni pa je ime Cirila po pogostosti uporabe uvrščeno na 223 mesto.

## Osebni praznik
V koledarju je ime Cirila 18. marca, 5. julija in 28. oktobra.